# Королёвка (Болховский район)
Королёвка — деревня в Болховском районе Орловской области. Входит в состав Однолуцкого сельского поселения. Население — 1 чел. (2010).

## География
Деревня находится в северной части Орловской области, в лесостепной зоне, в пределах центральной части Среднерусской возвышенности и расположена на берегу реки Березуйка.
Географическое положение: в 14 километрах от районного центра — города Болхов, в 46 километрах от областного центра — города Орёл и в 281 километре от столицы — Москвы.

## Население
| 2010 |
| ---- |
| 1    |